# Ichthybotidae
De Ichthybotidae vormen een familie van haften (Ephemeroptera).

## Geslachten
De familie Ichthybotidae omvat slechts het volgende geslacht:
- Ichthybotus Eaton, 1899